# Intersex Asia
Intersex Asia és una organització panasiàtica pels drets de les persones intersexuals fundada el 2018 amb seu a Taiwan.

## Història
Es va establir en el Primer Fòrum Intersexual Asiàtic, el 10 de febrer de 2018, a Bangkok. S'hi van reunir 14 persones: n'hi havia de Hong Kong, l'Índia, Indonèsia, Myanmar, el Nepal, el Pakistan, les Filipines, Taiwan, Tailàndia i el Vietnam. Entre els representants i portaveus de cada país destaquen Jeff Cagandahan, Hiker Chiu, Esan Regmi, Small Luk i Gopi Shankar Madurai.
L'advocat pels drets humans indi Prashant Singh ha estat nomenat coordinador de l'entitat.

## Activitat
Intersex Asia té com a objectiu promoure i protegir els drets de les persones intersexuals a l'Àsia, inclosos els drets a la integritat corporal, a l'autonomia física i a l'autodeterminació de gènere; també pretén donar-los veu i representació. En la creació del grup, aquest va identificar qüestions clau com ara «la discriminació, la violència i els assassinats de persones intersexuals per una sèrie de creences i pràctiques culturals, religioses, tradicionals i mèdiques». Compta amb el suport d'Astraea Lesbian Foundation for Justice, COC, Mama Cash, Open Society Foundations i RFSL.
L'ens ha publicat traduccions que informen sobre temes imprescindibles i drets humans segons Nacions Unides Free & Equal a idiomes asiàtics tals com l'àrab, el bengalí, el xinès, el filipí, l'hindi, l'indonesi, el coreà, el malai, el nepalès, el tàmil, el telugu, l'urdú i el vietnamita.
A més de tot això, dos dels pilars de l'activitat de l'organització són l'afermament dels llaços intercomunitaris dins del col·lectiu intersexual i la conscienciació tant mútua com a la resta de la població. D'acord amb Jeff Cagandahan, que en forma part, «cal aquest moviment a l'Àsia perquè hi ha una falta de consciència enorme, i una falta de vocabulari ingent. El mot intersexual és sovint desconegut fins i tot a les persones intersexuals mateix. Aquestes persones no són solament invisibles per al món, sinó sovint per a si mateixes i entre elles.» El 2021, recerca d'Intersex Asia entorn dels efectes de la pandèmia de COVID-19 va destacar el rol clau que tenen els grups intersexuals en tant que el principal —si no únic— sistema de suport a les persones intersexuals al continent asiàtic.

## Afiliacions
Intersex Asia forma part de la International Lesbian, Gay, Bisexual, Trans and Intersex Association.